# Alain Keler

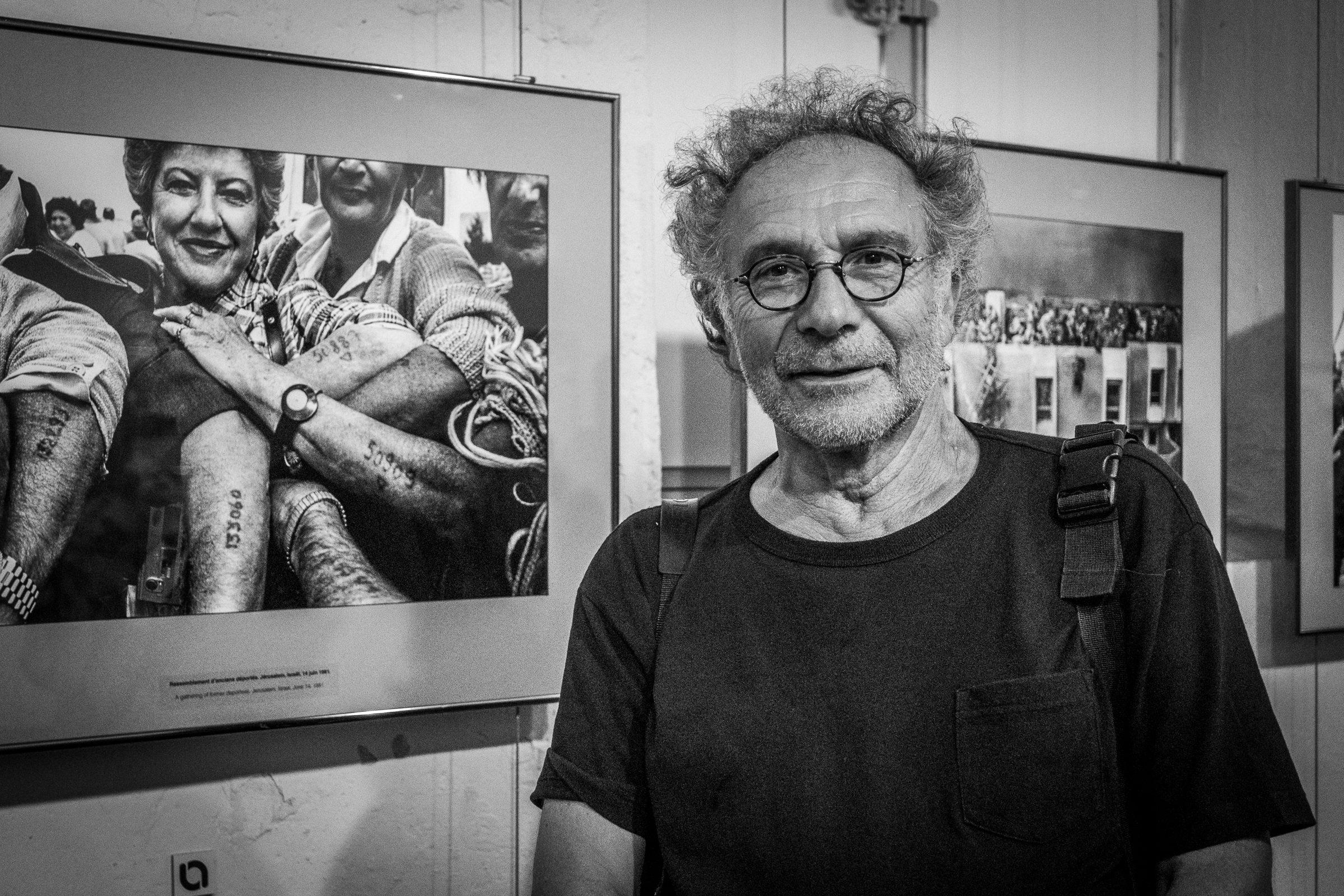
Alain Keler (2019)

Alain Keler  (* 20. September 1945 in Clermont-Ferrand) ist ein französischer Fotograf.

## Leben
Alain Keler arbeitete bei verschiedenen Fotoagenturen, Agentur Sygma, dann Agentur Gamma, wurde danach freiberuflich tätig und arbeitet seit 2008 bei MYOP. Er ist Mitgründer der Agentur Odyssey images.
Keler wurde bekannt mit dem Foto von Ruhollah Chomeini, als dieser am 16. Januar 1979 das Exil verließ. Keler hat seit den 1970er Jahren an verschiedenen politischen Konfliktherden der Welt fotografiert: während der Revolution im Iran, im Bürgerkrieg in El Salvador, bei der Invasion der israelischen Armee im Süden des Libanon, bei der er von Palästinensern entführt wurde. Er fotografierte auch Tschetschenien.  Als er 2002 eine Reportage über Ingrid Betancourt für die Zeitschrift Marie-Claire erstellte, wurde sie in seiner Gegenwart von den Farc-Rebellen entführt, er kam als französischer Journalist sofort wieder frei.
1986 erhielt er den Grand Prix Paris Match du photojournalisme für seine Reportage Éthiopie, déportation des Éthiopiens du nord vers le sud, sowie eine Auszeichnung bei World Press Photo. 1997 erhielt er den W.-Eugene-Smith-Preis für eine Reportage über die Situation der Minderheiten in den ehemaligen Ostblockstaaten, und 2004 einen Preis für eine Fotoreportage über den Nahost-Konflikt.

## Publikationen (Auswahl)
- mit Jean-Claude Klotchkoff: La Tunisie aujourd'hui. les Éd. du Jaguar, Paris 1995
- Vents d'est, les minorités dans l'ex-monde communiste. Marval, Paris 2000, ISBN 2-86234-294-7
- mit Michel Le Bris: Bretagne. National Geographic Society, 2003, ISBN 2-84582-083-6
- Derniers jours d'une femme en liberté. Vorwort Robert Ménard und Alain Mingam. Hugo et Compagnie, Paris 2008, ISBN 978-2-7556-0300-2
- mit Emmanuel Guibert: Des nouvelles d'Alain. Les Arènes, Paris 2011, ISBN 978-2-35204-138-2
- Reisen zu den Roma. Fotografiert und erzählt von Alain Keler. Geschrieben und gezeichnet von Emmanuel Guibert. In Szene gesetzt und koloriert von Frédéric Lemercier. Hrsg.: Anja Luginbühl. Übers.: Wolfgang Bortlik. Zürich : Ed. Moderne 2012, ISBN 978-3-03731-090-8
- 2015: 1982, journal d’un photographe, 72 p., auto édition, ISBN 978-2-9554342-0-8.
- 2018: Journal d’un photographe, Rennes, Les Éditions de Juillet, 352 p. ISBN 978-2-36510-063-2[4].
- 2020: Chaque jour plus de vie…, essai photographique, Association Française des Malades du Myélome Multiple (af3m), Hors commerce. (pdf)
- 2020: Juke Joint Blues, Myopzine, édition de 250 ex numérotés.
- 2021: Un voyage en hiver, Rennes, Les Éditions de Juillet, ISBN 978-2-36510-078-6
- 2021: America Americas, Rennes, Les Éditions de Juillet, ISBN 978-2-36510-093-9
- 2022: America Americas, Latina. Les Éditions de Juillet, Rennes, ISBN 978-2-36510-106-6.